# گارنیک بادالیان (نماینده مجلس)
گارنیک ژورایی بادالیان (ارمنی: Գառնիկ Ժորայի Բադալյան؛ زادهٔ ۱ ژوئن ۱۹۵۰) یک سیاستمدار اهل ارمنستان است که از تاریخ ۱۹۹۹ تا ۲۰۰۳ تاریخ سمت نمایندگی دوره دوم مجلس ملی جمهوری ارمنستان را برعهده داشت.

## زندگی‌نامه
در ۱ ژوئن ۱۹۵۰ در هاغارتسین به دنیا آمد و از دانشگاه پلی‌تکنیک ارمنستان فارغ‌التحصیل شد. 